# FireFTP
FireFTP war ein freier, plattformübergreifender FTP-Client, der als Erweiterung in den Webbrowser Mozilla Firefox integriert werden konnte. Das Programm unterstützte sowohl das File Transfer Protocol sowie FTP über SSL als auch SFTP und FXP. FireFTP war Careware und lief auf jeder Plattform, auf der Mozilla Firefox verwendet werden konnte.
Teile des Codes wurden in den HTML-Editor KompoZer übernommen. Für dessen Nachfolger BlueGriffon steht ab Version 3.0 ein entsprechendes Add-On zur freien Verfügung.

## Geschichte
Die erste Version wurde als 0.82alpha am 20. September 2004 veröffentlicht. Version 1.0 erschien am 12. Juli 2008. Mit der Version 1.99.1 wurde die Kompatibilität zu Firefox 4 hergestellt. Mit Veröffentlichung von Version 90 von Firefox, im Juli 2021, wurde die Unterstützung für FireFTP und damit auch die Entwicklung des Add-Ons eingestellt.

## Merkmale
FireFTP unterstützte Transport Layer Security, Internet Protocol Version 6 und Proxys. Es standen auch Funktionen zur Rechteverwaltung zur Verfügung. Die Dateimanipulation wurde durch Drag and Drop vereinfacht. FireFTP war in über 20 Sprachen verfügbar. Es lief in einem Tab und hatte zur einfachen Navigation ein zwei Spalten-Layout. Außerdem zeigte es ein detailliertes FTP-Log und umfasste eine Suchfunktion, sowohl lokal als auch für den Server.
FireFTP wurde von der offiziellen Mozilla-Website über 25 Millionen Mal heruntergeladen.
Wegen einer technischen Einschränkung in Firefox konnten maximal 4 GB große Dateien übertragen werden.